# STS-4

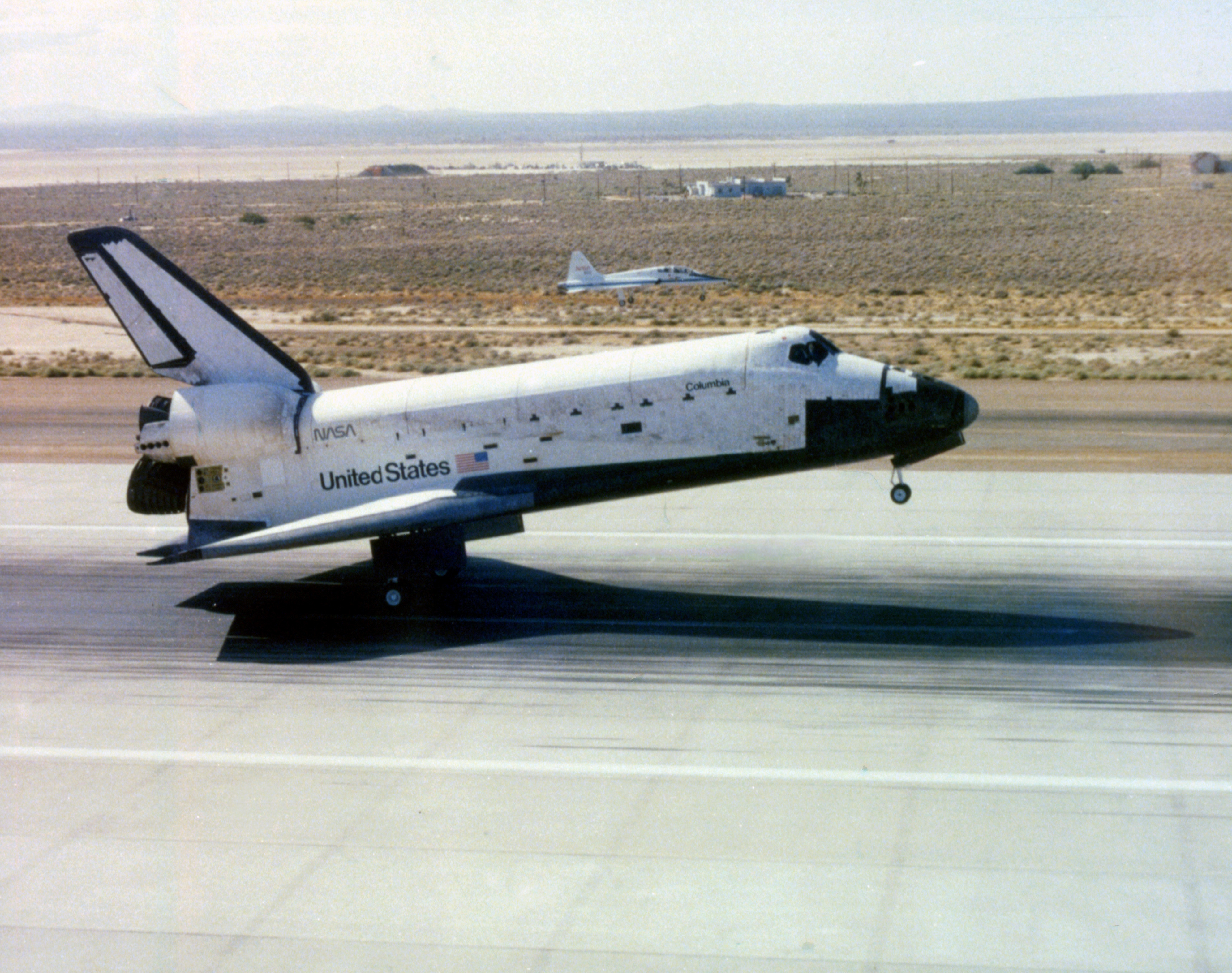
Lądowanie wahadłowca Columbia 4 lipca 1982

STS-4 (ang. Space Transportation System) – czwarty, doświadczalny lot wahadłowca kosmicznego Columbia.

## Załoga
źródło
- Thomas „Ken” Mattingly (2)* – dowódca (CDR), uczestnik lotu Apollo 16
- Henry W. Hartsfield (1) – pilot (PLT)

*(liczba w nawiasie oznacza liczbę lotów odbytych przez każdego z astronautów)

### Załoga rezerwowa
Załogę rezerwową tworzyli dowódca i pilot misji STS-5.
- Vance Brand – dowódca
- Robert Overmyer – pilot

## Parametry misji
- Masa: 
  - startowa orbitera: 109 616 kg
  - lądującego orbitera: 94 774 kg
  - ładunku: 11 109 kg
- Perygeum: 295 km
- Apogeum: 302 km
- Inklinacja: 28,5°
- Okres orbitalny: 90,3 min

## Cel misji
Czwarty i ostatni doświadczalny lot wahadłowca.

## Misja
Był to ostatni lot testowy wahadłowca kosmicznego. Kontynuowano w nim doświadczenia z poprzednich lotów, w tym testy wytrzymałości termicznej. Wykonano również dalsze badania sprawności manipulatora w luku Columbii. Podczas lotu dokonano pierwszych wyjść do otwartego luku. Stanowiło to okazję do wypróbowania skafandra nowej generacji, odznaczającego się większą giętkością. Aparaturę badawczą umieszczono, podobnie jak w czasie poprzednich lotów, w luku wahadłowca, na platformie wchodzącej w skład laboratorium Spacelab. Ładunek Columbii składał się z zasobnika Get Away Specials (G-001) zawierającego materiały przeznaczone do eksperymentów przygotowanych przez studentów Uniwersytetu Utah. Dodatkowo wyniesiono tajny ładunek dla US Air Force.